# Pedra do Sal

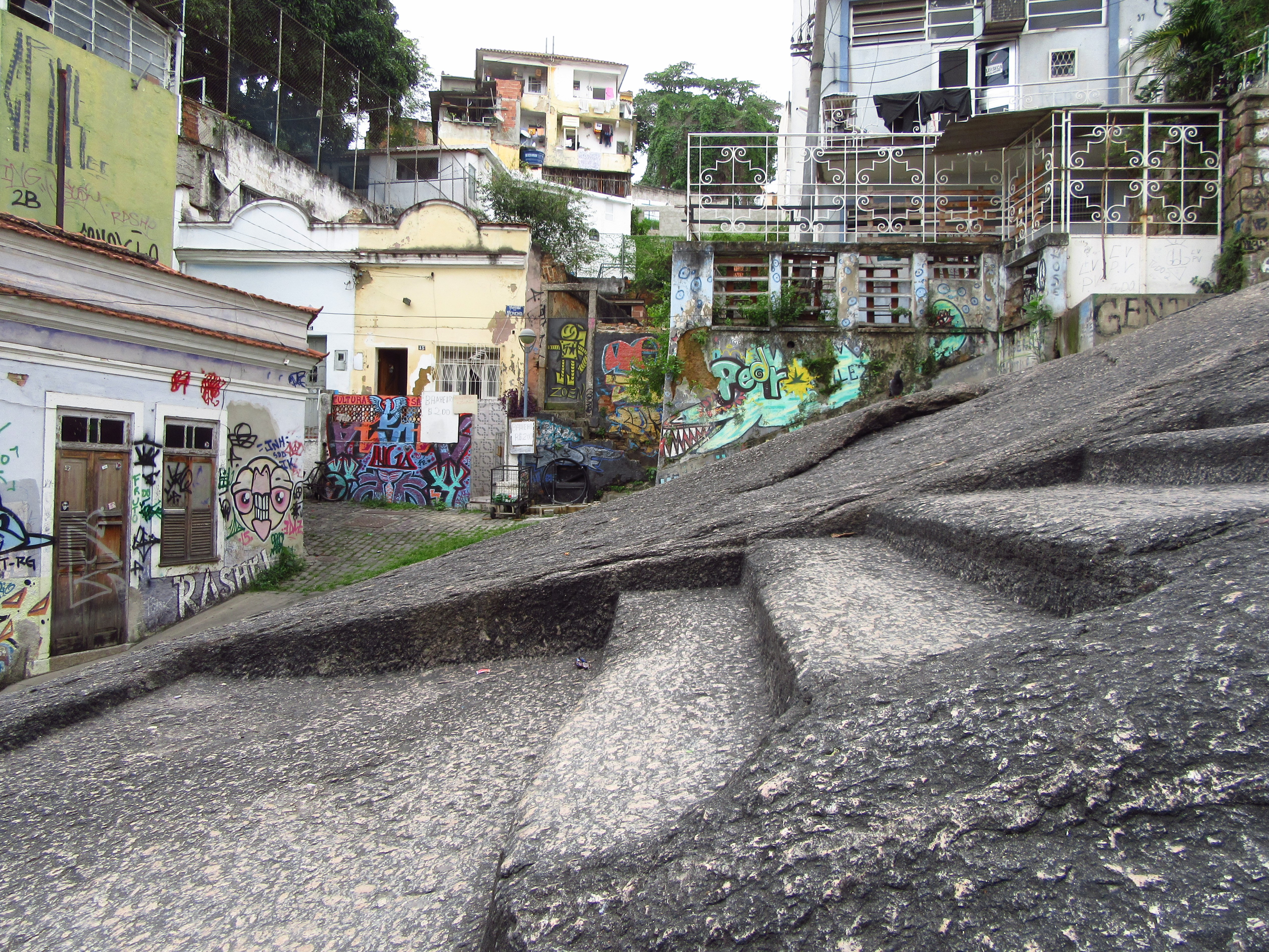
Pedra do Sal, Rio de Janeiro.

Pedra do Sal  é um monumento histórico e religioso localizado no bairro da Saúde, perto do Largo da Prainha, na cidade do Rio de Janeiro, no Brasil. É onde se encontra a Comunidade Remanescentes de Quilombos da Pedra do Sal. Foi tombada em 20 de novembro de 1984 pelo Instituto Estadual do Patrimônio Cultural. Seu nome tem referência à antiga atividade desempenhada desde o período colonial – o sal que chegava no porto era descarregado na pedra por negros escravizados e distribuído nos trapiches de sal existentes no entorno.
Local de especial importância para a cultura afro-carioca e para os amantes do samba e do choro. Pode ser considerada como o núcleo simbólico da região chamada de Pequena África, que era repleta de zungus, casas coletivas ocupadas por negros escravizados  e forros.
Na Pedra do Sal, que fica a 100 metros do Largo da Prainha, reuniam-se grandes sambistas do passado, como Donga, João da Baiana, Pixinguinha e Heitor dos Prazeres
Partindo de sua base, no Largo do João da Baiana e subindo por degraus escavados na pedra, pode-se subir para o Morro da Conceição.

## História

### Pedra do Sal - 1608
Um grupo baiano se instala na Saúde, onde a moradia é mais barata e mais perto do Cais do Porto, onde os homens buscam vagas na estiva.
As primeiras grandes docas do Rio de Janeiro surgem nesta época, datando daí o aparecimento de trapiches onde se arregimentavam os estivadores numa zona de ruas tortuosas e becos em torno da Pedra da Prainha, depois conhecida como Pedra do Sal, onde ficava o grande mercado de escravos.

### Bairro da Saúde -século XVIII
O início do século XIX é um período em que se dá um crescimento mais efetivo, a partir da chegada da Família Real e Corte. É nesse período que a cidade deixa de ser simples colônia para se tornar capital político-administrativa do reino. Toda a vida urbana se expande. Faz-se grande a atividade portuária. Surgem vários trapiches na orla marítima.
Com a virada da metade do século, se agravam as condições de vida na capital da Bahia, o que propicia uma migração sistemática de negros sudaneses para o Rio de Janeiro. Com a abolição engrossa o fluxo de baianos para o Rio fundando-se praticamente uma pequena diáspora baiana na capital.
A Pedra do Sal é, em suma, mais que um bem cultural afro-brasileiro. É um monumento histórico e religioso, tombado há duas décadas: desde 20 de novembro de 1984, pelo Instituto Estadual do Patrimônio Cultural.

### Pedra do Sal - 1817
É ao redor da Pedra do Sal que os baianos se concentram trazendo para as vizinhanças seus pontos de encontro. Torna-se um ponto de referência da cultura negra, sendo sua importância baseada nos valores afetivo e cultural.
Em setembro de 1818, começou a obra do cais da Pedra do Sal, sob coordenação de Francisco Martins Esteves por ordem do Marechal Manoel de Mello, cuja relação de escravizados que trabalharam na construção são: Paulo de Dona Felicia, Mariano Mina, Antonio Benguela, Antonio Congo, Manoel João, Jose do Resende, Manoel Dito, Luiz Preto, Ignacio Preto, Antonio Mineiro, Feleciano do Araujo, Manoel Congo, Gregorio Criolo, Domingos do Lial, Pedro do Capitão, Ilias Mina, Vicente Moçambique, Joaquim Preto,  Joaquim de Dona Ana, Matias Criolo.
De fato, a colônia baiana se impõe no mundo carioca em torno de seus líderes vindos dos terreiros de candomblé e dos grupos festeiros, se constituindo num dos únicos grupos populares no Rio de Janeiro com tradições comuns e coesão, cuja influência se estende a toda a comunidade heterogênea que se forma nos bairros em torno do cais do porto.
A casa do candomblé de João Alabá é um dos mais importantes pontos de convivência dos baianos de origem. As tias baianas como Ciata, Bibiana, Mônica, Perciliana e outras, que se encontravam no terreiro de João Alabá, formam um dos núcleos principais de organização e influência sobre a comunidade. São essas negras que ganham respeito por suas posições centrais no terreiro e por sua participação nas principais atividades do grupo, que garantiram a permanência das tradições africanas e as possibilidades de sua revitalização na vida mais ampla da cidade.
A mais famosa de todas as baianas, a mais influente, foi Hilária Batista de Almeida, a "Tia Ciata", citada em todos os relatos do surgimento do samba carioca e dos ranchos, como na memória dos negros antigos da cidade. Nascida em Salvador em 1854, no dia de Santo Hilário, chega ao Rio de Janeiro com 22 anos. Do namoro com conterrâneo Norberto, nasce Isabel, ainda durante as primeiras experiências de vida adulta de Ciata. Doceira, começa a trabalhar na Rua da Carioca, sempre com suas roupas de baiana preceituosa. Mais tarde, Hilária irá viver com João Batista numa relação definitiva com quem teve 15 filhos. Mulher de grande iniciativa e energia, Ciata faz sua vida de trabalho constante, tornando-se a iniciadora da tradição carioca das baianas quituteiras, atividade que tem forte fundamento religioso. Na primeira metade do século XIX, sua presença era documentada no livro de Debret "Viagem Pitoresca e Histórica do Brasil".
Na casa de Alabá, Hilária era primeira responsável pelas obrigações das feitas no santo.
Tia Ciata de Oxum, patrona da sensualidade e da gravidez, protetora das crianças que ainda não falam, orixá das águas doces, da beleza e da riqueza. Ciata era festeira, não deixava de comemorar as festas dos orixás em sua casa da Praça Onze, quando, depois, se armava o pagode.
Há, na época, muita atenção da polícia à reunião dos negros. Tanto o samba como o candomblé são objetos de continua perseguição, vistos como coisas perigosas, que deveriam ser extintas. A casa da Tia Ciata era um local favorável às reuniões, um local onde se desenrolavam atividades coletivas tanto do trabalho quanto do candomblé.
Com a modernização da cidade e o deslocamento dos antigos moradores da Saúde para a Cidade Nova, o pequeno carnaval toma a Praça Onze.

### Pedra do Sal - 1930
Hilário, principal criador e organizador dos ranchos da Saúde, seria um dos responsáveis pelo deslocamento dos desfiles para o carnaval, que transformaria substancialmente suas características.
Ao lado dos ranchos, malandros, desocupados, trabalhadores irregulares, todos saíam em grupos anárquicos formando blocos e cordões, ainda como uma continuidade negra do antigo entrudo.
O carnaval carioca perdia a sua feição bruta da primeira metade do século XIX ao africanizar-se para feição moderna, o ciclo dos grupos festeiros, chegando até a criação das escolas de samba.
Com a morte de Bibiana, Ciata ficava sozinha, numa casa bastante grande. Nos dias de festa, na sala ficava o baile, onde se tocava os sambas de partido alto entre os mais velhos e mesmo música instrumental quando apareciam os músicos profissionais negros (filhos dos baianos). No terreiro o samba raiado e às vezes as rodas de batuque entre os mais moços.
As festas eram frequentadas principalmente pela baianada e pelos negros que a eles se juntavam, estivadores, artesãos, alguns funcionários públicos, alguns mulatos e brancos de baixa classe, gente que se aproxima pelo lado do samba e do carnaval, e por doutores atraídos pelo exotismo das celebrações. No samba se batia pandeiro, tamborim, agogô, surdo, ou com o que estivesse à mão: panelas, pratos, latas valorizados pelas mãos rítmicas dos negros. As grandes figuras negras do mundo musical carioca, Pixinguinha, Donga, João da Baiana, Heitor dos Prazeres, surgem ainda crianças lá nas rodas, aprendendo as tradições musicais baianas às quais dariam novas formas cariocas.
O bairro da Saúde está situado na 1ª Região Administrativa, na área configurada como periferia imediata da área central de negócios e integra a Zona Portuária do Rio de Janeiro. Oficialmente, a Saúde está limitada entre a Praça Mauá e a Barão de Tefé, abrangendo o morro da Conceição e Valongo. Entretanto, a comunidade local sente que seu limite real e histórico se estende até a região da Gamboa.
Na época da fundação da cidade do Rio de Janeiro, a região se constituía por partes baixas, na sua maioria alagadiços, e pelos Morros da Conceição e parte do Livramento. No século XVII, há uma expansão gradativa, através do prolongamento de ruelas desde o centro histórico até o morro da Conceição. Em princípio do século XVIII, após a fundação das capelas de Nossa Senhora da Saúde e Nossa Senhora do Livramento, a ocupação abrange as áreas da Saúde e Gamboa. A ocupação das áreas de morro já se caracteriza como zonas de residências e as partes baixas pelos trapiches.
A partir do século XVIII, principalmente após sua segunda metade, o Rio se torna um importante porto negreiro, quando o transito se intensifica com a necessidade de mão de obra escrava acentuada pela descoberta das minas.

## Tombamento
Texto que deu origem ao processo de tombamento da Pedra do Sal, ocorrido em 20 de novembro de 1984 - (E-18/300048/84-SEC)
Pedra do Sal é um monumento histórico da cidade do Rio de Janeiro.
Dali, os moradores da Saúde saudavam os navios que chegavam da Bahia com familiares e amigos. A Pedra do Sal era, para migrantes, o que é hoje o Cristo Redentor para os recém-chegados ao Rio: o primeiro abraço e o primeiro sentimento da cidade.
Ocorre que os moradores da Saúde e seus migrantes eram predominantemente negros baianos retornados da Guerra do Paraguai (1865/70) ou em busca de melhores condições de vida. A Saúde, debruçada sobre o porto, era uma pequena Bahia (como a Bahia, por sua vez, era uma pequena África).
Lá, se encontraram as célebres tias, cabeças de famílias extensas – Bibiana, Marcelina, Ciata, Baiana... Pretas forras. Foi nas suas  "pensões" que o batuque e o jongo se transformaram em partido-alto e, logo, no amplo espaço da Praça Onze, no samba que conhecemos.
Os pretos da Saúde e suas tias participaram dos principais eventos da cidade: Abolição (1888), Revolta da Armada (1891/93), as greves de 1903/05, a Revolta Contra a Chibata (1910) e outros. Participação amplamente documentada, embora subestimada pela historiografia conservadora.
Já não existe a Praça Onze. Nada sobrou das "pensões" onde nasceu o samba. Boa parte da Saúde (e da Gamboa, da Conceição, Providência e do Estácio, que a prolongavam) se descaracterizou. Ficou, como raro testemunho da cidade negra, a Pedra do Sal.
A Pedra do Sal é um monumento religioso do povo carioca.
Na virada do século, a Saúde, como o velho centro do Rio, enxameava de templos afro-brasileiros; ialorixás, cambonos e alufás em cada quarteirão. Os templos católicos foram tombados e preservados. Nenhum afro-brasileiro o foi.
Na Pedra do Sal, se faziam despachos e oferendas (a Obaluaiê, Xangô, Ogum, Exu, Iansã e outros Orixás), se despejavam trabalhos. Era e é, local consagrado. À sua volta, convergindo nela, ficavam diversas roças, hoje desaparecidas, reduzidas ou transferidas para o subúrbio e Grande Rio.
Remanescendo como espaço ritual, a Pedra do Sal é um dos poucos testemunhos físicos daquele passado de densa religiosidade carioca.
A Pedra do Sal é, em suma, mais que um bem cultural de todo o povo brasileiro. É um monumento histórico e religioso da cidade do Rio de Janeiro (1 de abril de 1984, Joel Rufino dos Santos, historiador).

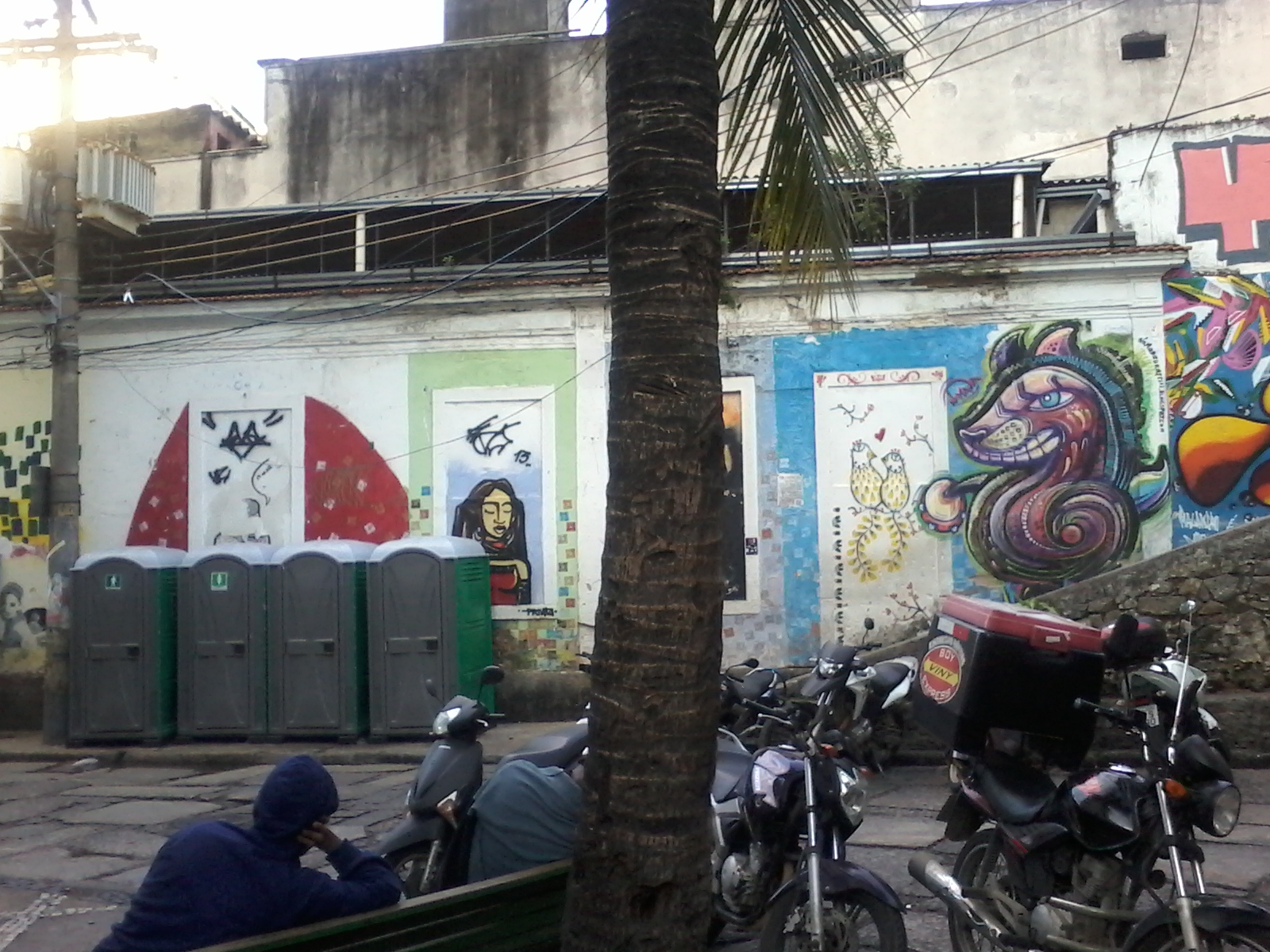
Pedra do Sal,Rio de Janeiro.
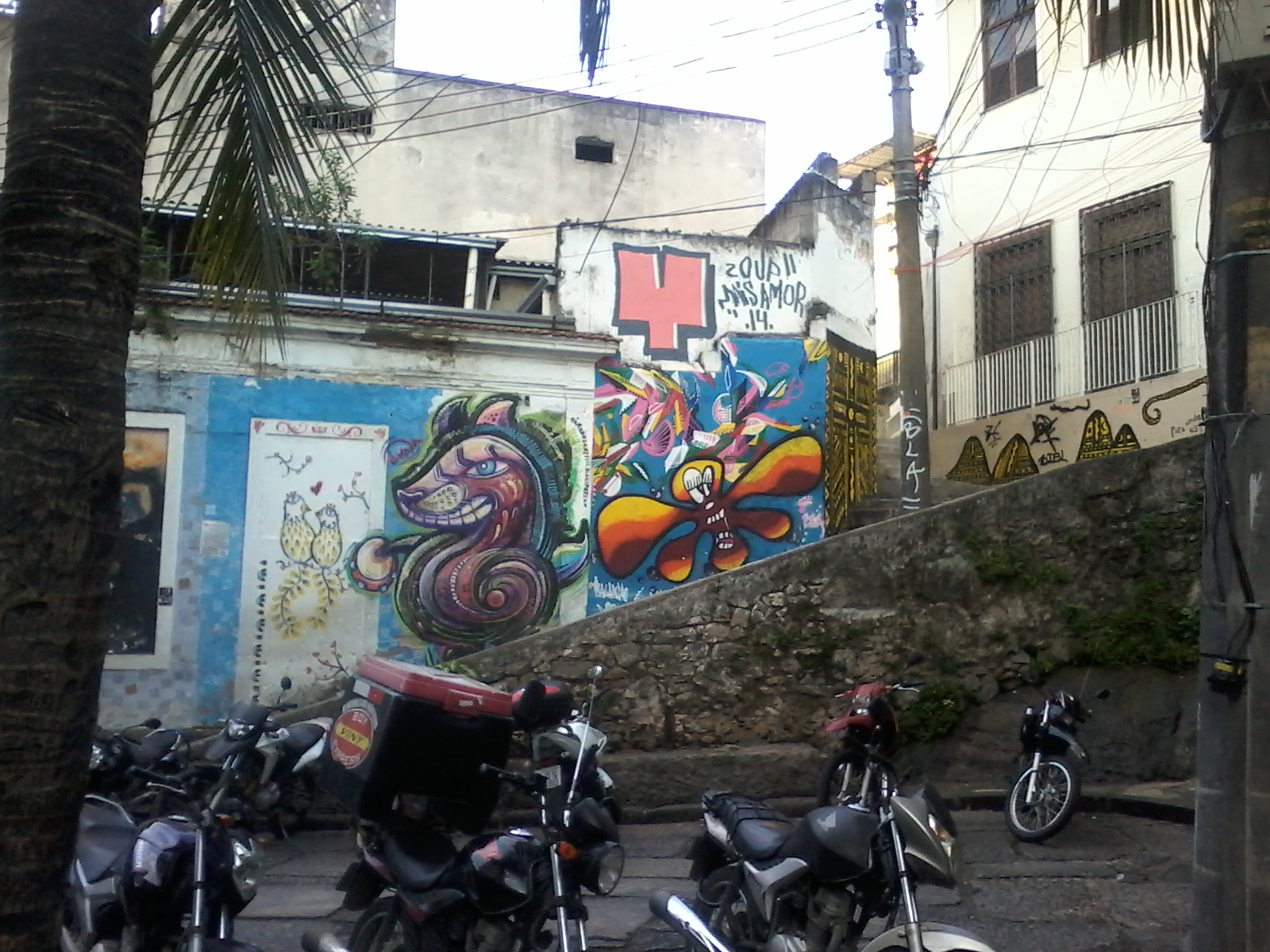
Pedra do sal, Largo  João da baiana

### Atualidade
Em 2005, a Pedra do Sal foi certificada como quilombo urbano pela Fundação Cultural Palmares, reconhecendo a importância histórica e cultural da comunidade remanescente de quilombos na área.

Atualmente, a Pedra do Sal é palco de animadas rodas de samba, realizadas principalmente às segundas e sextas-feiras, mantendo viva a tradição musical carioca e atraindo tanto moradores locais quanto turistas.